# Hernán Galíndez
Hernán Ismael Galíndez (ur. 30 marca 1987 w Rosario) – ekwadorski piłkarz pochodzenia argentyńskiego występujący na pozycji bramkarza, reprezentant Ekwadoru, od 2024 roku zawodnik argentyńskiego Huracánu.
W lutym 2019 otrzymał ekwadorskie obywatelstwo w wyniku wieloletniego zamieszkiwania w tym kraju.